# 大洋洲程家遗址
27°55′09″N 115°27′01″E / 27.91917°N 115.45028°E
大洋洲程家遗址又称大洋洲商代大墓、新干大墓等，是長江下游以南最重要的青銅器遺址，年代屬商代晚期，1989年出土時「颠覆了人们对于江南‘荒蛮腹地’的看法，将江南的文明史整整提前了1700多年」。现址位於贛江中游河岸（今中华人民共和国江西省新干县大洋洲镇程家村）。
该遗址的性质有两说法，主流看法是墓葬，墓葬的主人又有两种可能，一种认为「墓主是一支商（代）人的头领或高级贵族，这支商人是瑞昌铜岭铜矿前一阶段的主人，也是吴城类型商文化的创造者」，另一种认为「墓主是当地土著部族的首领，...是当地文化自然发展的产物」。出土器物属于吴城文化，专家认为新干大墓的主人在世时生活在不远的牛头城址。另有学者认为不是墓葬而是祭祀，祭祀说又可分为巫沙祭祀说、沉浮祭祀说及社祀说三类。

## 挖掘和保護
1989年9月20日，当地农民在程家村涝背沙洲取土时发现青铜器，随后由江西省文物考古研究所进行发掘。共出土文物1300余件，主要有475件青铜器、754件玉器和139件陶器。出土文物中以青铜器最引人注目，是中国目前所发现的单一遗址中出土青铜器最多的地方。发掘成果被评为中国20世纪100项考古大发现。2000年被列为江西省文物保护单位。2003年6月在遗址附近建成大洋洲商代青铜博物馆。
- 双面神人青铜头像，商代，1989年新干县大洋洲出土
- 伏鸟双耳青铜虎，商代，1989年新干县大洋洲出土
- 虎耳虎形扁足青铜鼎，高44.5cm，口径30cm，足径24cm，商代，1989年新干县大洋洲出土
- 兽面纹三足青铜卣，商代，1989年新干县大洋洲出土
- 勾连雷纹青铜铙，商代，1989年新干县大洋洲出土
- 原始瓷折肩盖罐，商，1989年新干县大洋洲出土